# Hylaeus sinuatus
Hylaeus sinuatus là một loài Hymenoptera trong họ Colletidae. Loài này được Schenck mô tả khoa học năm 1853.